# Тактична медицина

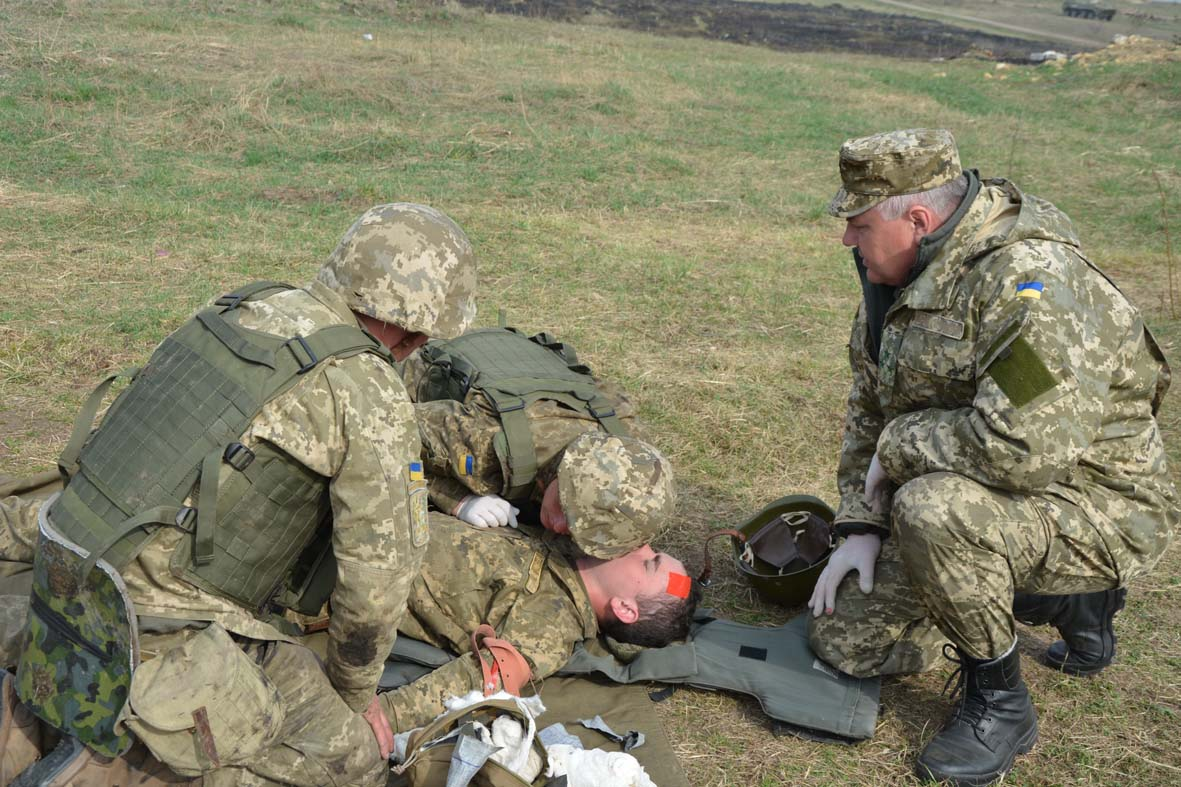
Тренування майбутніх офіцерів ЗСУ по наданню домедичної допомоги

Тактична медицина — це надання допомоги на догоспітальному етапі націлене, передусім, на попередження причин смерті, за принципами, що враховують загрозу від бойових дій.
Тактична медицина виокремилась в самостійний напрям після появи настанов ТССС (англ. Tactical Combat Casualty Care), ТЕСС та подібних до них алгоритмів, як MARCH, і програм навчання.
Розділяють тактичну медицину власне в умовах бойових дій та тактичну екстрену медицину. 
Солдати, зазвичай молоді, з незначною кількістю хронічних захворювань. Відповідно ймовірність смерті від інших причин, окрім тих, що спричиняють поранення, невелика. При наданні допомоги цивільним особам в тактичних умовах слід враховувати можливість наявності хронічних захворювань, зокрема і серцево-судинних.
З перекладеними рекомендаціями можна ознайомитися на TCCC.org.UA, який створювався Американсько-українською медичною фундацією в координації з Об’єднаною агенцією з травми Військово-медичної служби США (Defense Health Agency’s Joint Trauma System) та Комітетом з тактичної бойової допомоги пораненим (Committee on Tactical Combat Casualty Care).

## Історія виникнення
| Тактична медицина   | 1990-ті                           |
| ------------------- | --------------------------------- |
| Основне призначення | Допомога на догоспітальному етапі |
| Основні алгоритми   | MARCH, TCCC, TECC                 |
| Сфера використання  | Бойові дії                        |

У першій половині 1990-х у США та Великій Британії були проведені дослідження по розробці стандартів догоспітальної допомоги в умовах бойових дій. Зокрема Командування спеціальних операцій США у 1993 році фінансувало 2-річне дослідження для покращенню допомоги пораненим на полі бою. Результатом дослідження була перша редакція рекомендацій Tactical Combat Casualty Care (ТССС). Паралельне та незалежне дослідження проводилось і у Великій Британії, де на основі ATLS було розроблено курс для Спеціальної повітряної служби та Спеціальної човнової служби.
У 1996 було в журналі Military Medicine опубліковано статтю під назвою «Tactical Combat Casualty Care in Special Operations», де на базі вказаного вище дослідження, було докладно описано перші американські настанови щодо догоспітальної допомоги «Тактична допомога пораненим в умовах бойових дій» (англ. Tactical Combat Casualty Care, ТССС або ТС3). Настанови переглядаються щорічно комітетом з військових лікарів та парамедиків із залученням військових різних спеціальностей та різних родів військ. Зараз подібними стандартами користуються більшість армій НАТО.

## Загальна інформація
Цілі ТССС: надати допомогу пораненому, запобігти додаткових травм у військовослужбовців, завершити місію. В тактичній медицині пріоритетним є виконання тактичної задачі.
Стандарти ТССС розроблені комітетом ТССС. Вони переглядаються та оновлюються кожний рік. Настанови щодо догоспітальної допомоги «Тактична допомога пораненим в умовах бойових дій» (ТССС) є у двох варіантах ТССС-МР — для медичного персоналу та ТССС-АС — для усіх комбатантів.
ТССС-АС, побудований на основі ТССС-МР, він розрахований для усіх бійців, отож, він спрощений. Відповідно, надається менший об'єм допомоги.
На полі бою є три категорії поранених:
1. Солдати, які все одно помруть;
2. Солдати, які все одно виживуть;
3. Солдати, смерті яких можна запобігти, якщо негайно вжити правильних рятувальних заходів (7-15 %).

До 90 % смертей поранених на полі бою відбувається до того, як поранені дістануться медичної установи. Основними причинами смерті поранених є масивна крововтрата (зовнішня або внутрішня) 80-90 %. Виживання поранених зазвичай залежить від самодопомоги та людини-рятівника, що надає саме долікарську допомогу, керуючись алгоритмом MARCH.
Превентивні смерті — це смерті яким можна було запобігти, надавши першу медичну допомогу. Головними причинами превентивних смертей на полі бою є критична (масова) кровотеча — 60 %, напружений пневмоторакс — 33 %, непрохідність дихальних шляхів — 6 %[джерело?]. Алгоритм надання допомоги побудований таким чином: від стабілізації найбільш загрожуючих станів до менш загрожуючих. Так, від масивної кровотечі смерть настає від декількох десятків секунд до декількох хвилин, від непрохідності дихальних шляхів від 2 до 7 хвилин, від напруженого пневматораксу від декількох десятків хвилин до декількох годин.
Допомога під час бойових дій поділяється на три етапи (зони):
- допомога під вогнем (прямої загрози, гаряча) — Care Under Fire;
- допомога в тактичнах умовах (непрямої загрози, тепла) — Tactical Field Care;
- допомога в умовах евакуації (холодна) — Tactical Evacuation Care.

В кожній зоні об'єм допомоги різний. Він залежить від тактичної ситуації. Червона зона — зона під прямим вогнем противника. Профіль — максимально низький. В цій зоні усуваються лише найбільш загрозливі стани — зупинка критичної кровотечі за допомогою накладання джгута, який рекомендований Комітетом ТССС. Важливо завжди пам'ятати про власну безпеку.

## Алгоритми надання допомоги
В тактичній медицині заведено працювати згідно з алгоритмічним регламентом. Бойові парамедики навчаються надавати допомогу у певному порядку, де спочатку йдуть найвагоміші травми, такі як масивні кровотечі (здебільшого артеріальні). Далі перевіряється стан дихальних шляхів та забезпечується можливість дихання для потерпілого. Згідно з наступними пунктами, тактичний медик повинен оглянути потерпілого, впевнитись у відсутності інших травм (різні види пневмотораксу, переломи та механічні травми, наявність інших поранень та акубаротравм). Останнім пунктом виступає гіпотермія, гіповолемія та травми голови. Через вагому втрату крові тіло потерпілого часто перестає правильно самостійно регулювати температуру тіла, від чого починається гіпотермія і людина помирає від переохолодження. Важливо зрозуміти життєві показники постраждалого та вміти оцінити, чи розвивається шок (гіповолемія). Необхідно бути готовими розпочати внутрішньовенну інфузію, оскільки гіповолемія є наслідком раптової втрати крові.
Найрозповсюдженішим алгоритмом надання домедичної допомоги в бойових умовах є MARCH. Це абревіатура, де кожна буква має відповідне визначення та порядок виконання.
- M — Massive Bleedings (укр. Масивні кровотечі)
- A — Airway Management (укр. Управління дихальними шляхами)
- R — Respiration (укр. Дихання)
- C — Circulation (укр. Кровообіг)
- H — H (Head injury / Hypothermia / Hypovolemia) (укр. Переохолодження/Травми голови)